# Megachoriolaus venustus
Megachoriolaus venustus là một loài bọ cánh cứng trong họ Cerambycidae.